# Ilga Kļaviņa
Ilga Kļaviņa, nascuda Ilga Dzenīte, (Riga, Letònia, 9 de març de 1941) és una jugadora d'escacs letona.
Es va graduar a l'Institut Politècnic de Riga, en enginyeria tecnològica. Va estar casada amb el mestre d'escacs letó Jānis Kļaviņš (1933–2008).

## Resultats destacats en competició
A 16 anys, el 1957, Ilga Kļaviņa va guanyar el campionat de Riga femení. Va jugar representant Letònia al 5è Campionat Soviètic per equips a Vilnius al tauler femení (encara com a Dzenīte) (+1 -3 =4)
El seu millor resultat al campionat femení de Letònia fou un 2n lloc el 1968 després de perdre un matx de desempat contra Sarma Sedleniece - 1,5:3,5. Fou tercera als campionats de Letònia femenins dels anys 1958, 1970, i 1971.
Molts anys més tard Ilga Kļaviņa continuava participant activament en competicions d'escacs. el 2008 va guanyar el campionat femení de Vidzeme i el 2011 participava encara al campionat de Letònia per equips.